# Miss International 2007
Miss International 2007, quarantasettesima edizione di Miss International, si è tenuta presso il Prince Park Tower di Tokyo, in Giappone il 15 ottobre 2007. L'evento è stato presentato da Thane Camus e Kyoko Kamei. La messicana Priscila Perales è stata incoronata Miss International 2007.

## Risultati

### Piazzamenti
| Risultato finale        | Concorrente |
| ----------------------- | --- |
| Miss International 2007 | - Messico - Priscila Perales |
| 2ª classificata         | - Grecia - Despoina Vlepaki |
| 3ª classificata         | - Bielorussia - Yulia Sindzeyeva |
| Semifinaliste           | - Cile - Marie Ann Salas - Corea del Sud - Ka One Park - Giappone - Hisako Shirata - Hong Kong - Grace Wong - Indonesia - Rahma Landy - Porto Rico - Haydil Rivera - Rep. Ceca - Veronika Pompeova - Russia - Alexandra Mazur - Spagna - Nerea Arce - Sri Lanka - Aruni Rajapakse - Turchia - Asli Temel - Venezuela - Vanessa Peretti |

### Riconoscimenti speciali
| Premio                | Concorrente                 |
| --------------------- | --------------------------- |
| Best National Costume | - Aruba - Jonella Oduber    |
| Miss Friendship       | - Hong Kong - Grace Wong    |
| Miss Photogenic       | - Giappone - Hisako Shirata |

## Concorrenti
- Argentina - Paula Quiroga
- Armenia - Rita Tsatryan
- Aruba - Jonella Oduber
- Australia - Danielle Byrnes
- Bielorussia - Yulia Sindzeyeva
- Bolivia - Angélica Olavarría
- Brasile - Carolina Prates
- Canada - Justine Stewart
- Cile - Marie Ann Salas
- Cina - Lina Ding
- Colombia - Ana Milena Lamus
- Corea del Sud - Park Ga-won
- Costa Rica - Leonela Paniagua
- Ecuador - Jessica Ortiz
- Egitto - Madonna Khaled
- El Salvador - Ledin Damas
- Etiopia - Kidan Tesfahun
- Filippine - Nadia Lee Cien Dela Cruz Shami
- Finlandia - Joanna Väre
- Francia - Sophie Vouzelaud
- Germania - Svetlana Tsys
- Giappone - Hisako Shirata
- Grecia - Despoina Vlepaki
- Guadalupa - Ann Love Viranin
- Guatemala - Alida Boer
- Honduras - Margarita Valle
- Hong Kong - Grace Wong
- India - Esha Gupta
- Indonesia - Rahma Landy
- Lettonia - Laura Fogele
- Libano - Grace Bejjani
- Liberia - Harriette Thomas
- Malaysia - Yim Lim Nee
- Messico - Priscila Perales
- Mongolia - Gerelchuluun Baatarchuluun
- Nigeria - Sokari Akanibo
- Nuova Zelanda - Kyla Hei Hei
- Panama - Stephanie Araúz
- Paraguay - Daiana Ferreira
- Perù - Luisa Fernanda Monteverde
- Polonia - Dorota Gawron
- Porto Rico - Haydil Rivera
- Regno Unito - Samantha Freedman
- Rep. Ceca - Veronika Pompeová
- Rep. del Congo - Jolette Wamba Miylou
- Rep. Dominicana - Ana Carolina Viñas
- Russia - Alexandra Mazur
- Serbia - Teodora Marčić
- Singapore -  Christabelle Tsai
- Slovacchia - Kristína Valušková
- Spagna - Nerea Arce
- Sri Lanka - Aruni Rajapakse
- Stati Uniti - April Strong
- Suriname - Chantyn Ramdas
- Taiwan - Tzu-Wei Hung
- Tanzania - Jamilla Munisi
- Thailandia - Chompoonek Badinworawat
- Turchia - Asli Temel
- Ucraina - Mariya Varyvoda
- Venezuela - Vanessa Peretti
- Vietnam - Pham Thi Thuy Duong